# Bronx Tigers
Die Bronx Tigers waren eine US-amerikanische Eishockeymannschaft aus New York City, New York. Die Mannschaft aus der Bronx spielte zwischen 1931 und 1938 in der Canadian-American Hockey League sowie der Eastern Hockey League.

## Geschichte
Das Franchise der Bronx Tigers wurde 1931 als Mitglied der Canadian-American Hockey League gegründet. In ihrer Premierenspielzeit belegte die Mannschaft den vierten Platz der regulären Saison und qualifizierten sich für die Playoffs, in denen sie dem späteren Meister Providence Reds in der ersten Runde in einer Serie mit 2:5 Toren unterlagen. Anschließend verließ die Mannschaft die CAHL bereits wieder und trat stattdessen in den Spielzeiten 1933/34 sowie 1937/38 in der Eastern Hockey League auf.